# Parepare
Parepare – miasto w Indonezji w prowincji Celebes Południowy; 114 tys. mieszkańców (2005).
Port nad cieśniną Makasarską, planowana budowa wielkiej rafinerii ropy naftowej o wydajności 300 tys. baryłek dziennie. Ośrodek turystyczny na trasie między Makasar a Toraja, znany z oryginalnej kuchni (gł. owoce morza).